# 菜刀

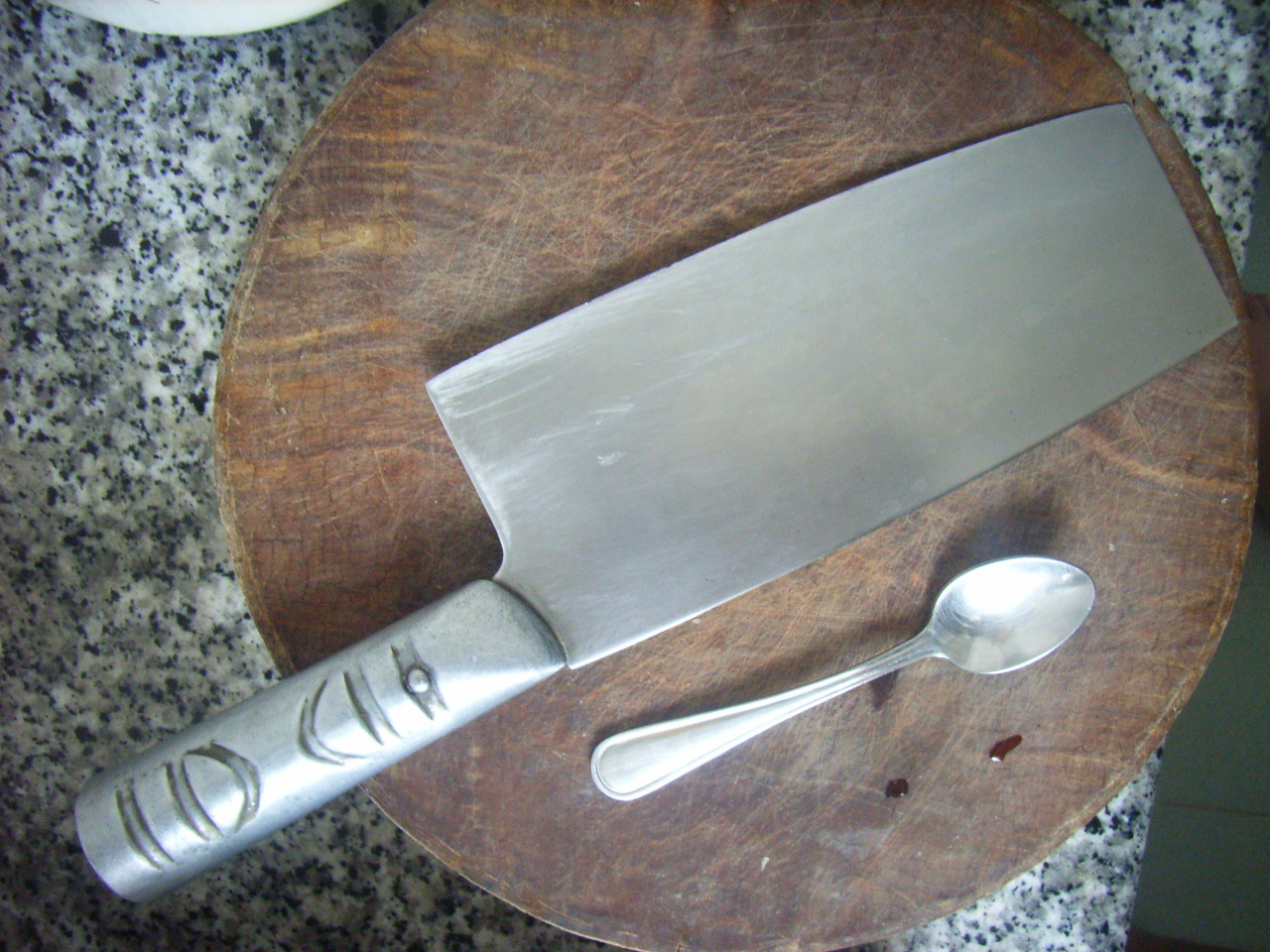
一把菜刀

菜刀是一种用于处理各种肉类、鱼类和蔬菜类食材的长方形通用厨刀，主要在中国、越南、柬埔寨以及其他诸多亚洲国家和地区使用。这种刀在外观上类似于西式的剁刀（cleaver），但大多数在刀片上与后者相比较薄，且在设计上主要是用于切片、细切和切碎蔬菜、鱼和无骨肉等。菜刀中重量更大的“砍骨刀”或“斩骨刀”可用于处理牛肉、猪肉以及其他带骨的大块肉类，其在生产和使用上相较其他种类的菜刀也与西式剁刀更为相似，但这种刀在西方并不常见。

## 概要

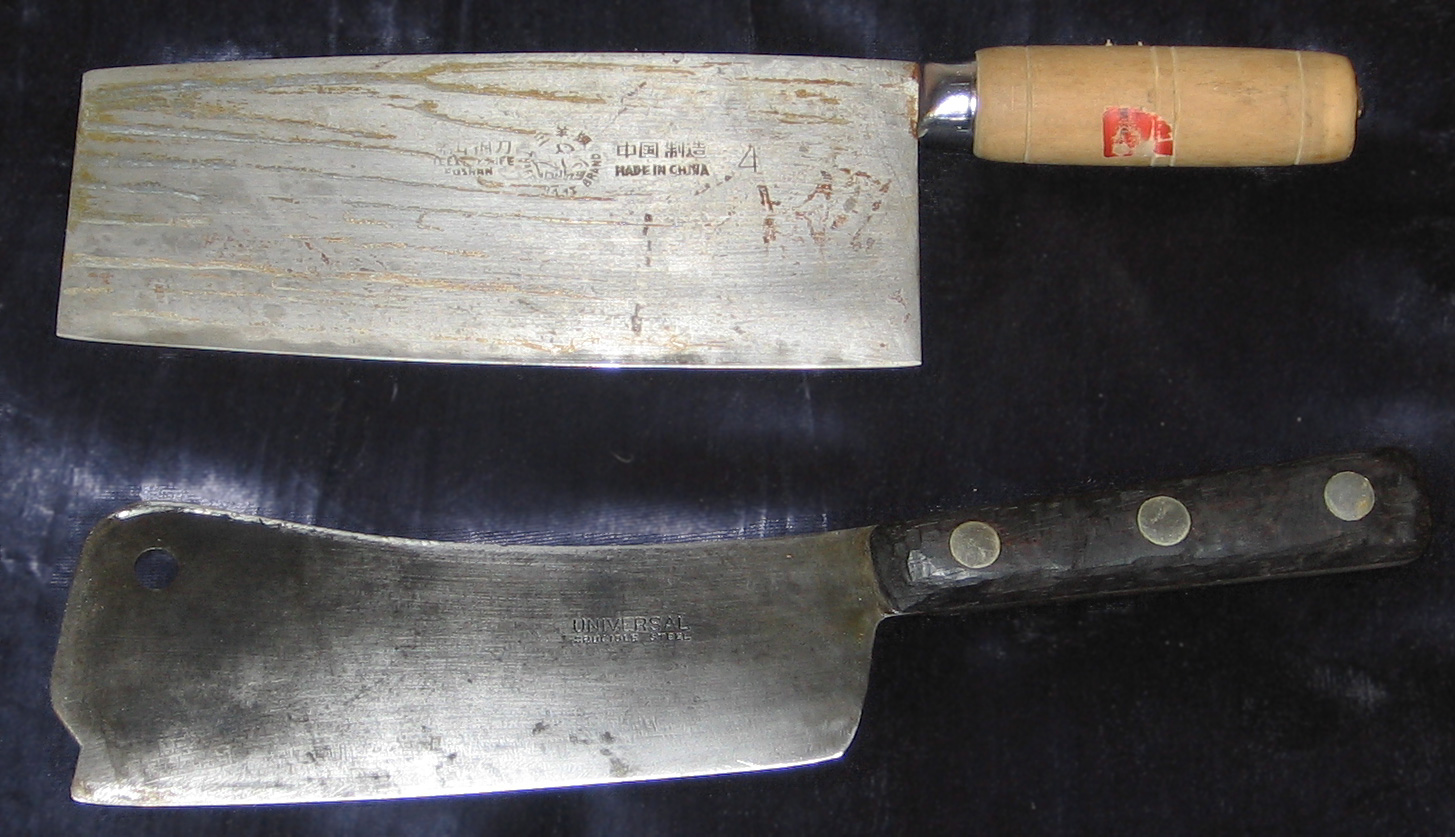
中式的菜刀（上）与西式的剁刀（下）之对比图

菜刀或所谓的“中式厨刀”并非西式的剁刀，且大多数制造商警告称其不应该被当作剁刀使用。它更恰当的名称应为“中国主厨刀”，实际上是可用于多种用途的泛用刀，类似于法式的主厨刀或日本的三德庖丁。造成这种混淆的主要原因是多数菜刀与剁刀一样为矩形刀片，且有些菜刀（特别是老式的传统碳钢刀）的刀片更为偏重。此外，由于菜刀刀片的重心往往倾向于尖端，致使熟练的中国厨师会更常使用摆动、“敲击”以及“推”的运刀方式。但一般菜刀的刀刃具有类似主厨刀式的渐进斜角，如果用于劈骨很可能会被损坏。真正意义上的“中式剁刀”（即“砍骨刀”）具有与多数菜刀相同的轮廓，但其刀片更厚，往往具有更锋利的斜角和更重的刀柄。
尽管视具体分类方法的不同而不一而足，但现代的菜刀在中国各地一般会按照三大类来销售，主要是：“片刀”（即狭义上的“菜刀”，又称“切片刀”）、“斩切刀”以及“砍骨刀”（又称“斩骨刀”或“骨刀”），均可泛称为“菜刀”。三者之间的主要区别在于刀片的厚度。其中斩切刀是最为常见的泛用刀，其刀片比切片刀更厚，但并没有砍骨刀那么厚重，主要用于切片、切细和切碎肉、蔬菜和香草等，同时也适合用于切碎薄软的骨头，如鱼和家禽；切片刀的刀片在三者之中最薄且最锋利，可能在外形上与斩切刀相同，或者宽度较之更小且看起来类似于日本的“菜切庖丁”。切片刀用于切蔬菜、切碎香草以及切细肉条用于炒菜，由于其刀片很薄，使得切片刀不适合用于切任何骨头；砍骨刀的刀刃较前两者都更为厚重，在中国家庭中，砍骨刀通常用于切排骨或处理龙虾等硬壳海鲜。
一般中国家庭所使用的矩形菜刀刀片长度通常在18厘米至28厘米（7-11英寸）之间，传统上使用简单锻造的碳钢刀片，带有较长的磨削斜面，但现在一般是冲压刀片。传统的刀柄是一个全长的柄脚，宽度仅约1或2厘米，柄脚穿过金属帽和圆形木销钉的中心，然后弯曲并锤入手柄的末端。较新的型号，尤其是日本或德国制造的型号，具有全宽柄脚和铆接或注塑手柄，但这些手柄通常保留一些传统的圆形横截面。菜刀的宽刀片能使厨师的手指远离切割的表面，而圆形手柄为切割动作提供了一个漂亮的“枢轴点”。刀片沿其边缘具有大致均匀的曲率或摇杆，提高了刀切碎和切碎肉类和蔬菜的能力。 宽大的矩形刀片还可以舀起切碎的食物，以便运送到炒锅或碗中。 尽管它看起来很笨重，但世界各地的熟练从业者都可以使用这种类型的刀来完成所有事情，甚至包括通常用削皮刀完成的雕刻和精细工作。